# Time Out
Time Out是英国伦敦的一家出版公司。它最出名的出版物是《Time Out》文化信息周刊，该周刊于1968年由托尼·艾略特（Tony Elliott）创办並與Bob Harris共同擔任編輯工作，在早期，該雜誌每期發行量大約是5000本。1981年5月其曾因罢工而停刊4个多月。1990年代开始时达到鼎盛，然而不久不得不面临其他纸媒体的冲击。2003年后推出了网上版本。該雜誌旨在向讀者介紹本地的戲劇演出、藝術、電影、文學、時尚、外出就餐、夜生活等信息，截止至2014年，Timeout品牌在30個國家出版46個版本的讀物。

## 目前出版的城市和國家读物（按英文字母排序）
- 阿布扎比
- 阿布贾
- 阿拉木图
- 巴林
- 曼谷
- 巴塞罗那
- 北京
- 贝鲁特
- 班加罗尔
- 柏林
- 波士顿
- 布加勒斯特
- 布宜诺斯艾利斯
- 开普敦
- 芝加哥
- 塞浦路斯
- 德里
- 多哈
- 迪拜
- 都柏林
- 杜布羅夫尼克
- 愛丁堡
- 香港
- 以色列
- 伊斯坦布爾
- 克拉斯诺亚尔斯克
- 京都
- 吉隆坡
- 拉各斯
- 拉斯維加斯
- 里斯本
- 倫敦
- 洛杉磯
- 馬德里
- 曼徹斯特
- 墨爾本
- 墨西哥
- 邁阿密
- 米蘭
- 莫斯科
- 孟買
- 紐約
- 那不勒斯
- 尼斯
- 尼日利亞
- 新西伯利亞
- 鄂木斯克
- 巴黎
- 金邊
- 波爾圖
- 布拉格
- 羅馬
- 三藩市（舊金山）
- 聖保羅
- 上海
- 新加坡
- 斯普利特
- 聖彼得堡
- 斯德哥爾摩
- 雪梨（悉尼）
- 特拉維夫
- 東京
- 多倫多
- 秋明
- 溫哥華
- 威尼斯
- 薩格勒布

## Time Out在中國大陸
2005年至2009年間，英國人Tom Pattinson，在中國带领一支52人的国际团队，陆续办起了Time Out Beijing、Time Out Shanghai等城市雜誌和一系列的旅遊指南、书籍、网站以及其它Time Out品牌的延伸，但在中國，Time Out主要面對那些居住在北京、上海等大城市中的以英語為母語的外籍人士。